# Stazione di Berlino Centrale
La stazione di Berlino Centrale (in tedesco Berlin Hauptbahnhof, abbreviato in Berlin Hbf) è la stazione principale di Berlino. Inaugurata il 26 maggio 2006, è la più grande stazione ferroviaria d'intersezione su più livelli d'Europa.
È situata nel centro della città (sulla Stadtbahn) nel quartiere di Moabit, fra il porto fluviale detto Humboldthafen e il fiume Sprea, a breve distanza dal Reichstag (oggi sede del Parlamento federale).
Ha vinto il premio Bahnhof des Jahres nel 2007.

## Storia
Ha sostituito due stazioni: la Lehrter Bahnhof (stazione di Lehrte), in servizio dal 1871 al 1951, capolinea della tratta ferroviaria che congiungeva Berlino a Lehrte, nei pressi di Hannover, e il Lehrter Stadtbahnhof, inaugurato nel 1882, destinata ai treni della S-Bahn.
Dopo la riunificazione di Berlino e della Germania, il progetto di una nuova stazione di transito sul sito delle due stazioni assunse il nome di Lehrter Bahnhof e successivamente di Berlin Hauptbahnhof - Lehrter Bahnhof. Nel 1995 iniziarono i lavori, ultimati nel maggio 2006; nel 2005 la stazione ha assunto il nome ufficiale di Berlin Hauptbahnhof.
Si tratta di uno dei più importanti progetti europei di costruzione di una stazione ferroviaria.

### Progetto
Poco dopo la riunificazione (1990) gli urbanisti del senato berlinese affrontarono il problema del riassetto dei trasporti della città riunificata. In quell'occasione prese forma l'idea di una rete di trasporti "a fungo" che prevedeva una nuova, moderna stazione d'intersezione su più livelli.
Nel giugno 1992 il governo federale decise la costruzione di una nuova stazione d'intersezione al posto del vecchio Lehrter Stadtbahnhof; nel 1993 fu indetto il concorso per il progetto Lehrter Bahnhof, vinto poi dallo studio di architetti Gerkan, Marg e Partner (gmp) di Amburgo.
Il progetto prevedeva la distribuzione del traffico ferroviario su cinque livelli: i livelli principali sono costituiti dalle due banchine di fianco alle quali scorrono i binari della S-Bahn, collocate su viadotto all'altezza di 10 m sopra il livello stradale, nonché da cinque banchine situate alla profondità di 15 metri. I binari che raggiungono Potsdamer Platz vengono incanalati nel cosiddetto Tiergartentunnel, che passa sotto il Reichstag e la Sprea; a nord della stazione sono collegati con il Nordring. Vennero previste anche stazioni per il Transrapid e per la progettata linea metropolitana U55 (Kanzler-U-Bahn).

### Realizzazione
La costruzione avvenne gradualmente: nel 1995 si cominciò con lo scavo del Tiergartentunnel, concluso nel 2005 con il completamento dell'ultimo lotto sotto la Lehrter Bahnhof. Il tunnel è costituito da quattro canne per i treni regionali e per quelli a lunga distanza, due per la metropolitana e inoltre da un tunnel stradale ventilato attraverso una torre di 60 metri. In occasione dello scavo del tunnel dal 1996 al 1998 fu necessario deviare il corso della Sprea; a causa delle infiltrazioni d'acqua, i lavori subirono un ritardo di un anno.
Nel 2001 iniziò la costruzione, sul nuovo tracciato della S-Bahn, dei viadotti destinati a scavalcare, oltre all'area della stazione, anche il vicino porto fluviale Humboldthafen, per una lunghezza complessiva di 450 metri. Per seguire il tracciato della S-Bahn i viadotti sono in curva e, nel punto centrale, si allargano fino a 70 metri per poter ospitare i marciapiedi; essi hanno costituito una sfida per i progettisti in quanto non ne esistono di simili.
Il salone principale della stazione è sormontato da una tettoia in vetro tubolare ad andamento curvilineo delle dimensioni di circa 85 x 120 metri, realizzata nel 2002. Nella superficie vetrata è incorporato un impianto fotovoltaico. Il montaggio della struttura in acciaio e vetro ha comportato notevoli problemi, in particolare per quanto riguarda l'accorciamento della copertura di circa 110 metri, determinato da modifiche in corso d'opera.
Nel 2003 l'avanzamento dei lavori di costruzione dei viadotti e della tettoia principale era giunto a un punto tale da consentire il trasferimento del traffico ferroviario sul nuovo tracciato. In tal modo è stato possibile demolire la vecchia Lehrter Stadtbahnhof che interferiva con il cantiere della nuova stazione, nonostante su di essa pendesse un vincolo di tutela monumentale (Denkmalschutz).

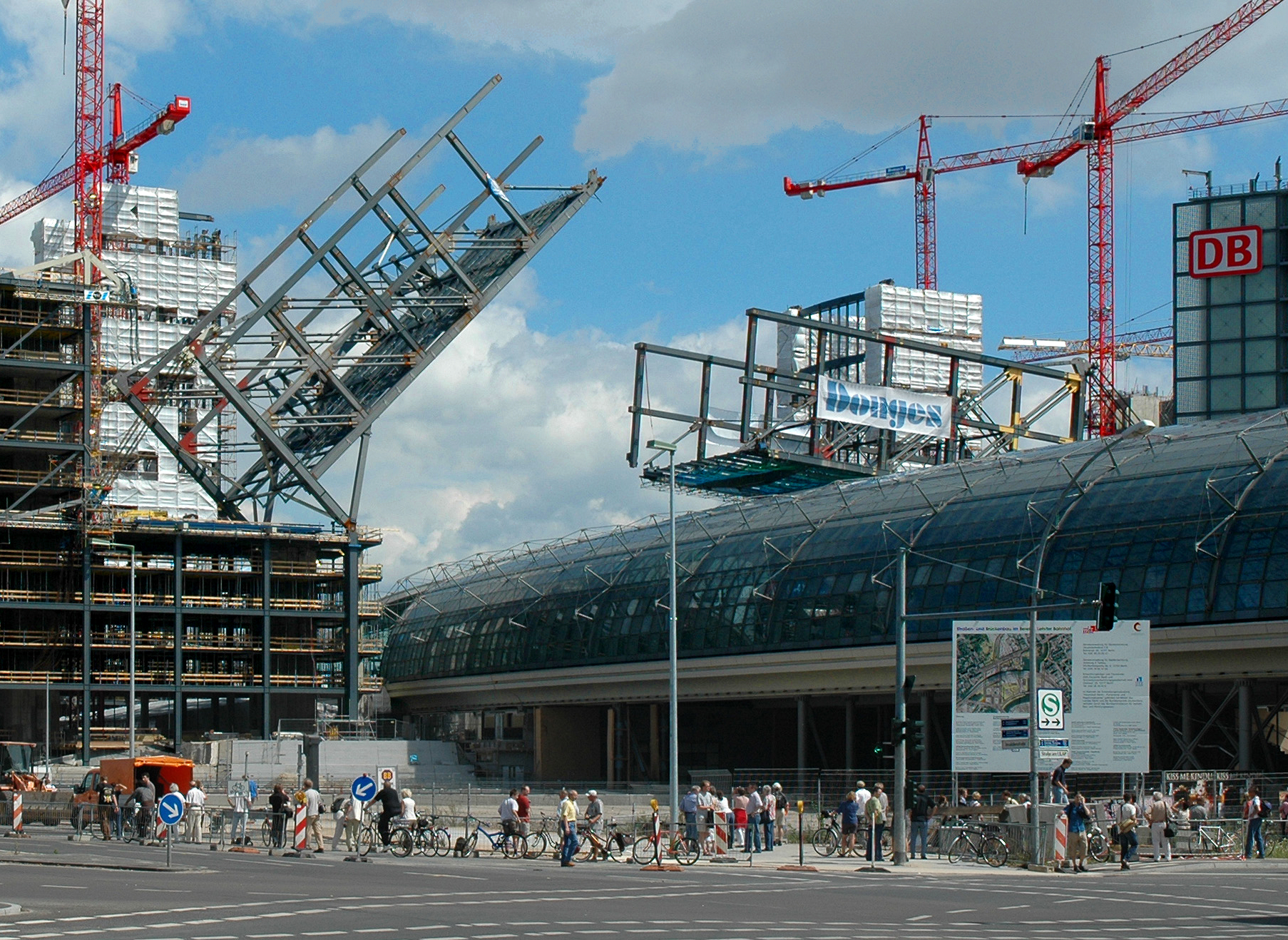
L'abbassamento dei segmenti del ponte occidentale durante la costruzione della Berlin Hauptbahnhof, questo metodo è stato un'anteprima mondiale.

Sopra gli atri principali sono state costruite due strutture di acciaio simili a ponti, che offrono una superficie di 44.000 m² da adibire a uffici, i cui lavori sono stati avviati nel 2005. I ponti d'acciaio sono stati prima costruiti in verticale e successivamente, in due fine settimana a luglio e agosto 2005, sono stati posizionati sopra il tetto della stazione con una tecnica assolutamente innovativa. I ponti, con un peso di 1250 tonnellate ciascuno, sono stati abbassati con un cavo a 6 metri l'ora.
Su richiesta dell'assessore per lo sviluppo della città e il traffico del Comune di Berlino Peter Strieder e dell'AD di Deutsche Bahn Hartmut Mehdorn, nell'estate 2003 è stato chiesto ai residenti di Berlino di scegliere un nuovo nome per la stazione. Tra le tre proposte, la grande maggioranza ha scelto di mantenere il nome Lehrter Bahnhof; ciononostante il nome della stazione è stato modificato in Berlin Hauptbahnhof – Lehrter Bahnhof, non previsto nel questionario. All'inizio del 2005 si è deciso di chiamare ufficialmente la stazione all'apertura, il 28 maggio 2006, in Berlin Hauptbahnhof.

### Cerimonia di apertura
Il 26 maggio 2006 la stazione è stata solennemente inaugurata dalla cancelliera Angela Merkel, giunta nella capitale da Lipsia insieme al ministro dei trasporti Wolfgang Tiefensee con un convoglio speciale InterCityExpress. Subito dopo l'inaugurazione si è tenuto uno spettacolo di suoni e luci ("Symphony of Light") e i concerti dei Reamonn e dei BAP; altre manifestazioni si sono tenute nelle altre nuove stazioni di Gesundbrunnen, Potsdamer Platz e Südkreuz. La Berlin Hauptbahnhof è stata ufficialmente aperta all'esercizio il 28 maggio 2006.
Tuttavia, la cerimonia d'apertura è stata turbata dall'aggressione di un sedicenne che ha accoltellato alcuni partecipanti mentre si stavano allontanando al termine della cerimonia. Trentasei persone sono rimaste ferite, sei delle quali in modo grave, prima che il giovane venisse arrestato. Secondo la polizia, il giovane ha dichiarato di non ricordare l'atto di violenza e ha negato di averlo commesso. Inoltre, il fatto che una delle prime vittime dell'accoltellamento fosse sieropositiva ha fatto temere che le altre vittime potessero essere state infettate. Il giovane è stato accusato di tentato omicidio.

## Strutture e impianti

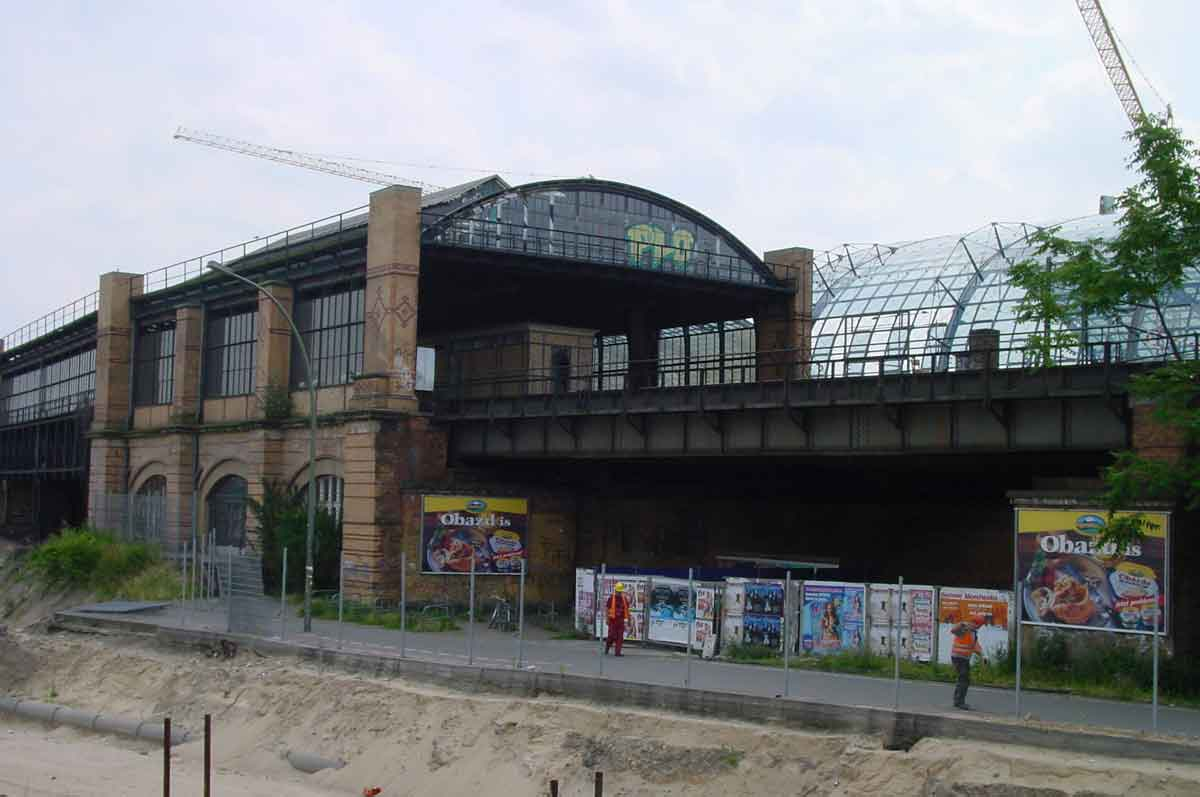
L'ex stazione della S-Bahn di Berlino "Lehrter Stadtbahnhof", sullo sfondo la stazione centrale

La stazione ha complessivamente sedici binari, otto al livello superiore (di cui sei serviti da marciapiede) e otto al livello interrato. Di quelli superiori, due sono adibiti alle linee S-Bahn. Includendo anche i binari della linea U55 (dal 2020 divenuta parte della linea U5) della metropolitana, si arriva a un totale di diciotto. Tra i futuri sviluppi è in previsione la costruzione di due ulteriori piattaforme per il Maglev della linea (ancora in fase di studio) Berlino-Amsterdam.
La struttura è coperta da una grande arcata in vetro, materiale la cui grande presenza contraddistingue la stazione per lo stile architettonico.
Dei cinque livelli (intercollegati con scale, scale mobili e moderni ascensori di forma tubolare) di cui è composta la Hauptbahnhof, il quinto (superiore) e il primo (inferiore) ospitano i binari. Gli altri tre ospitano un gran numero di servizi come uffici, negozi e supermercati; al livello medio si trovano i due ingressi allo scalo, uno sul lato della Sprea (nella Rachel Hirsch Straße) e l'altro sulla Invalidenstraße.

## Movimento

### Lunga percorrenza
Dopo l'inaugurazione, il traffico della vecchia Lehrter Bahnhof, prima servito solo dalla S-Bahn, è completamente cambiato, aggiungendo tra le varie categorie di treni anche le più prestigiose ICE, EuroCity e InterCity. Fra i vari percorsi internazionali, si annovera quello del Sibirjak, che ogni sabato, fino al 2013, partiva dalla stazione Zoologischer Garten (proseguendo per la stazione Est) e in Russia si diramava verso alcune città come Novosibirsk (lungo parte della Transiberiana) e Astana (Kazakistan, periodicamente). Quest'espresso, che fino ad alcuni anni fa partiva dalla stazione di Lichtenberg, compiva fino alla sua soppressione uno dei percorsi ferroviari più lunghi d'Europa.

### Trasporto regionale
La stazione è servita dalle linee S3, S5, S7 e S9 della S-Bahn, dalle linee regionali RB 10, RB 14, RB 21 e RB 22 e dalle linee regionali espresse RE 1, RE 2, RE 3, RE 4, RE 5, RE 7e dalla nuova RE 8 in servizio 24/7 verso l'aeroporto.

## Interscambi
- Fermata metropolitana (Hauptbahnhof, linea U5)[3]
- Fermata tram (S+U Hauptbahnhof, linee M5, M8 e M10)[5]
- Fermata autobus

## Galleria d'immagini

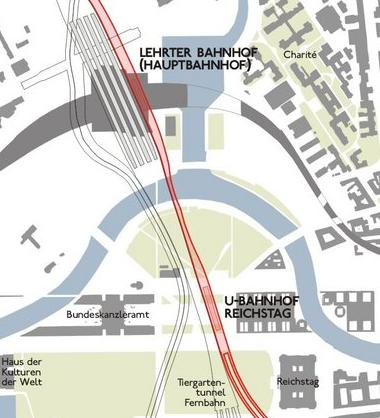
Mappa della stazione
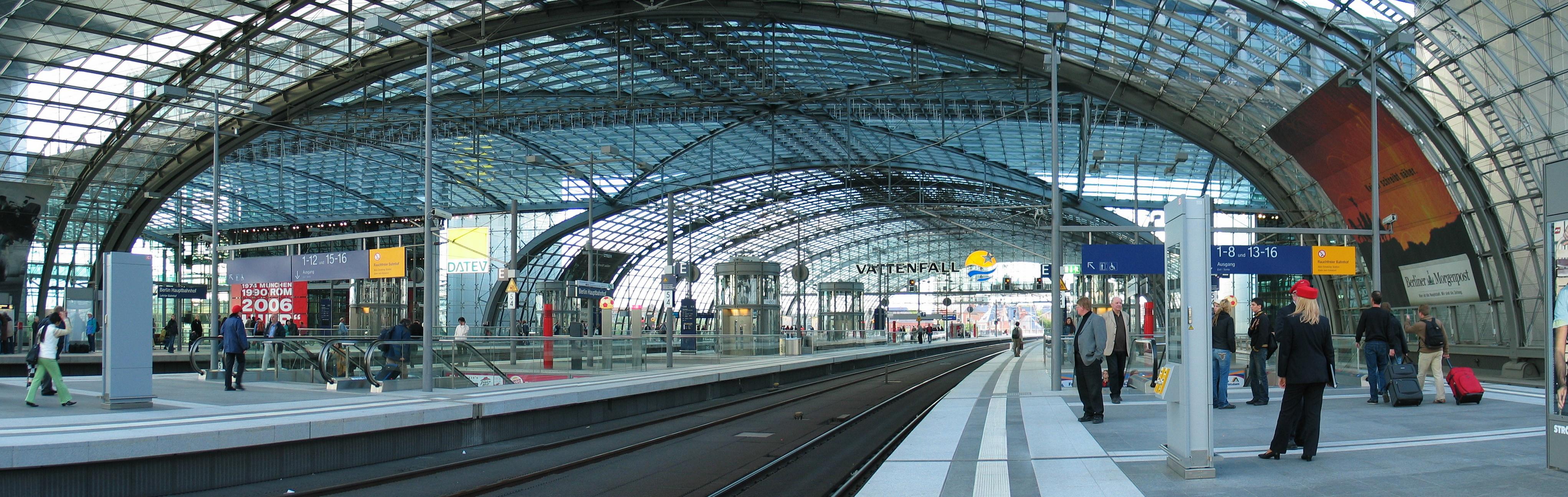
Livello superiore
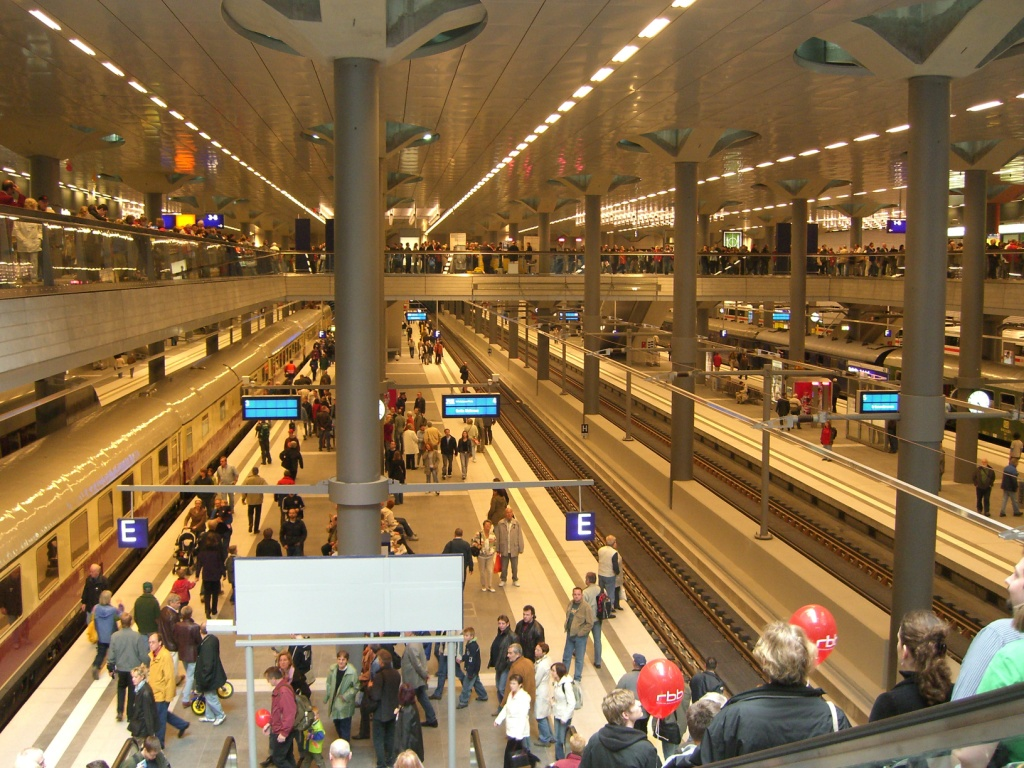
Interlivello
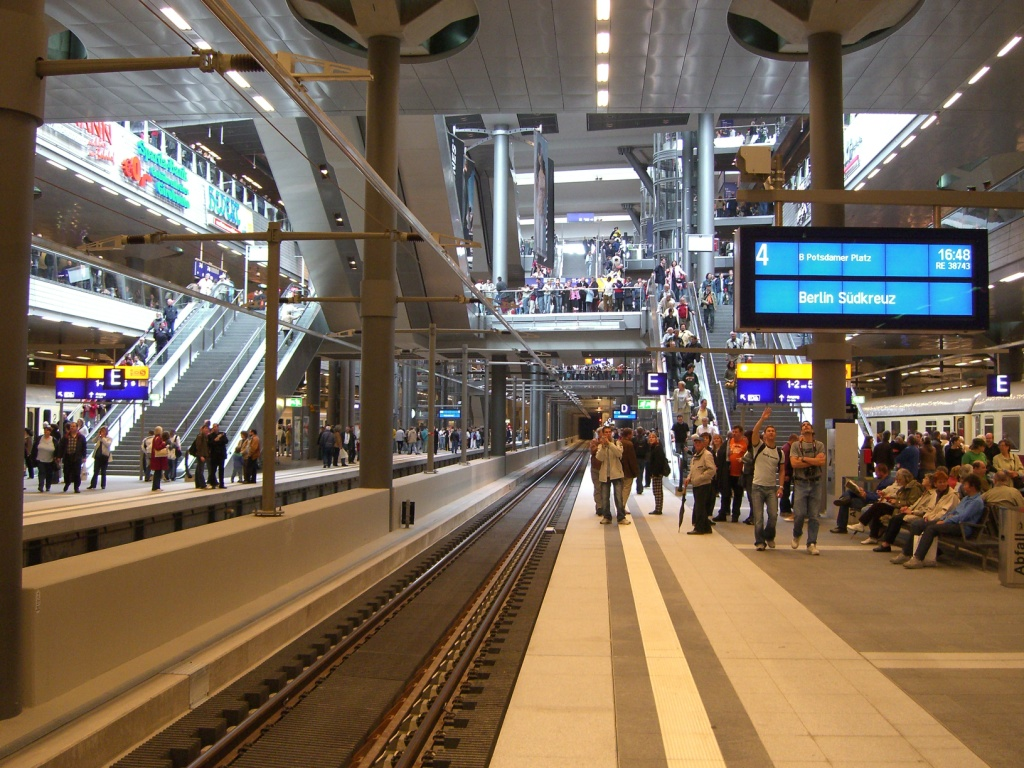
Livello sotterraneo
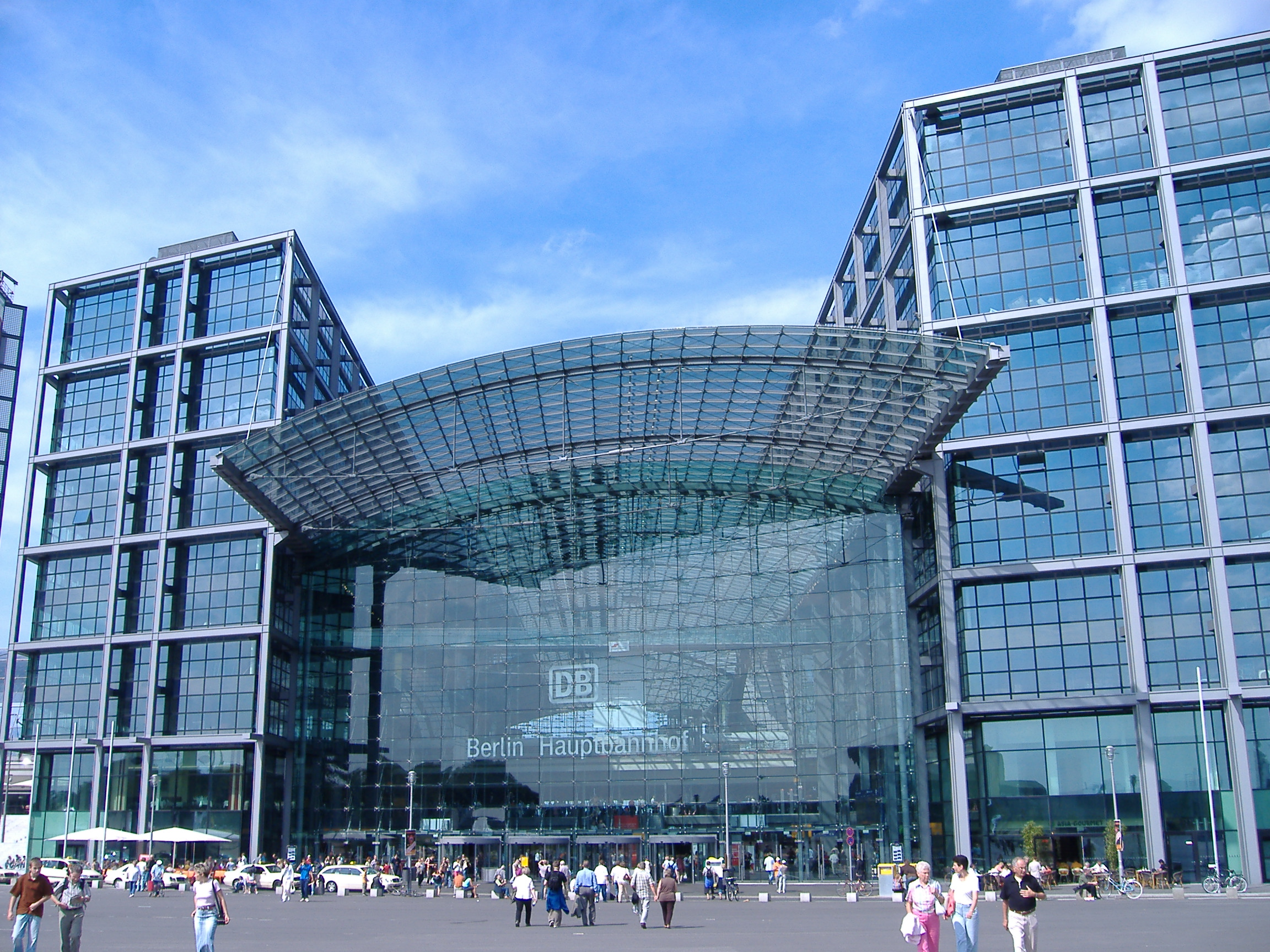
Entrata principale
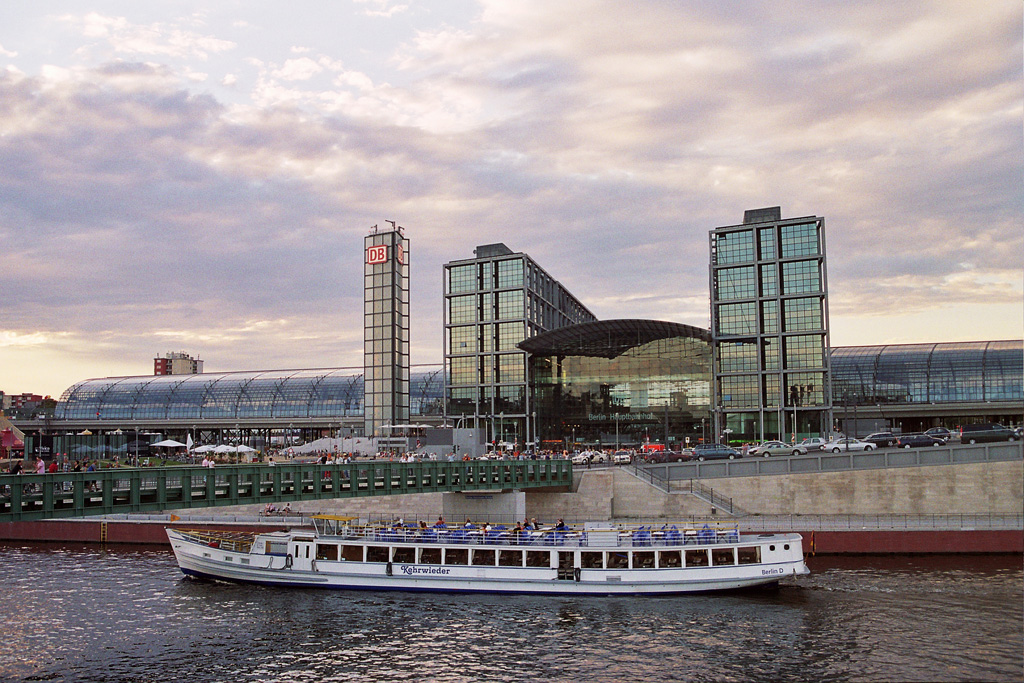
Fabbricato viaggiatori, vista lato Sprea
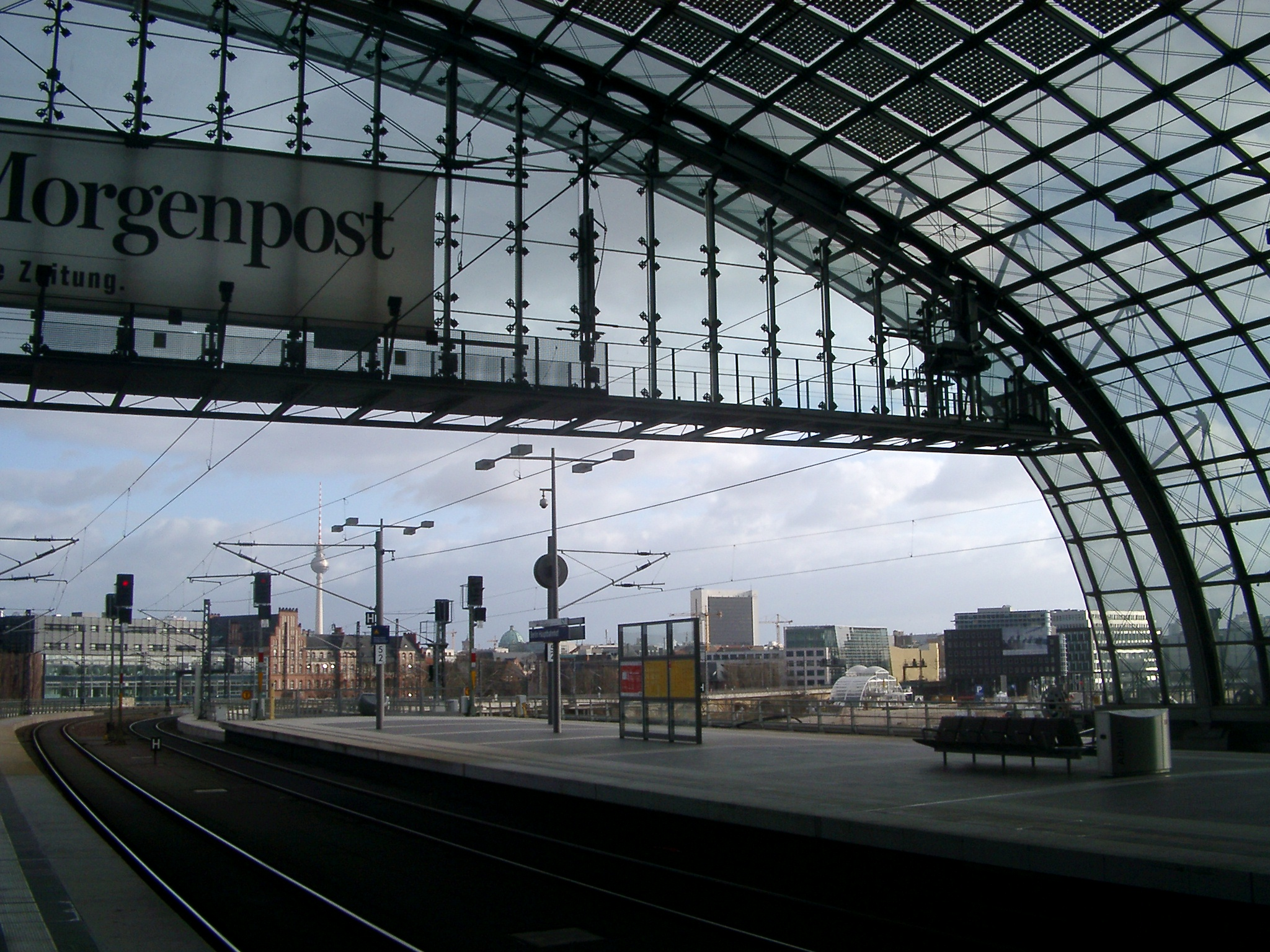
Vista in direzione Alexanderplatz
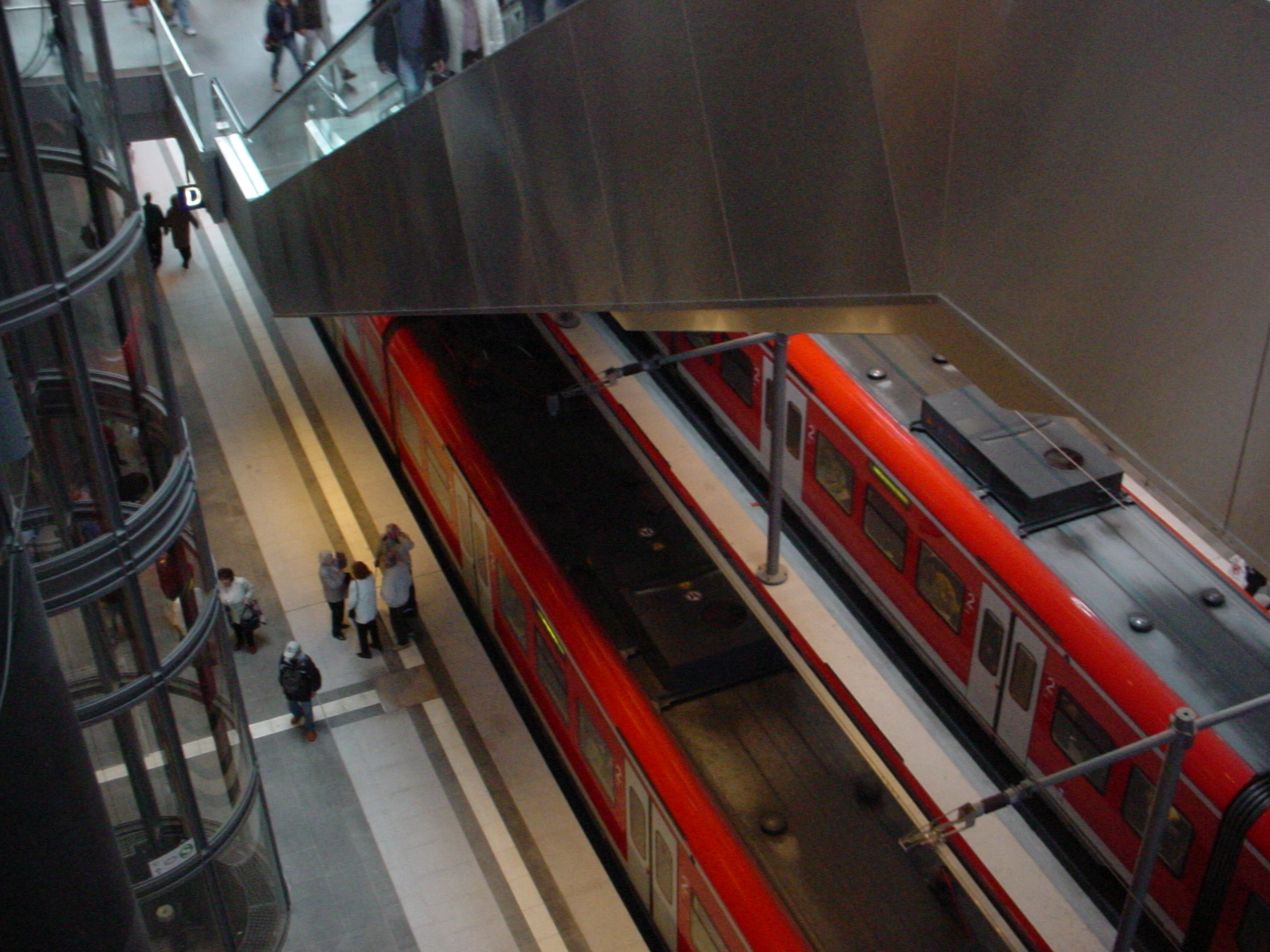
Vista del livello inferiore

### Esplicative
1. ↑  Letteralmente Berlino stazione principale.
2. ↑  Treno a levitazione magnetica

### Bibliografiche
1. ↑   Transsibirische Eisenbahn Bahnreisen (JPG), su bahnurlaub.de. URL consultato il 5 luglio 2020.
2. ↑   Mappa dei percorsi del Sibirjak [collegamento interrotto], su home.att.ne.jp.
3. 1 2  (DE) Mappa delle reti della metropolitana e della S-Bahn di Berlino (PDF), su s-bahn-berlin.de. URL consultato il 29 aprile 2018 (archiviato dall'url originale il 18 luglio 2018).
4. ↑  (DE) Mappa della rete ferroviaria regionale di Berlino e del Brandeburgo (PDF), su images.vbb.de. URL consultato il 1º marzo 2017 (archiviato dall'url originale il 1º marzo 2017).
5. ↑  (DE) Mappa della rete tranviaria di Berlino, su bvg.de.